# Zweden op het Eurovisiesongfestival 1984
Melodifestivalen 1984 was de 23ste editie van de liedjeswedstrijd die de Zweedse deelnemer voor het Eurovisiesongfestival oplevert. De winnaar werd bepaald door de jury gesorteerd op leeftijd. De gebroeders Herrey wonnen met het nummer Diggi-loo, diggi-ley. Op het Eurovisiesongfestival 1984 werd de 2de overwinning voor Zweden binnen gehaald.
Er werden 90 liedjes ingestuurd waarvan er 10 weerhouden werden. Elisabeth Andreassen werd gedeeld laatste, ze was nog niet bekend maar zou later nog 4 keer deelnemen aan het songfestival en zou telkens in de top 10 eindigen.

## Uitslag
| Nr. | Artiest                          | Lied                    | Songwriters                             | Ptn | Plaats |
| --- | -------------------------------- | ----------------------- | --------------------------------------- | --- | ------ |
| 1   | Janne Önnerud                    | Nu är jag tillbaks igen | Monica Forsberg, Örjan Fahlström        | -   | 6de    |
| 2   | Göran Folkestad & Lotta Pedersen | Sankta Cecilia          | Vicki Benckert, Göran Folkestad         | 41  | 2de    |
| 3   | Rosa Körberg                     | Schack och matt         | Monica Forsberg, Örjan Fahlström        | -   | 6de    |
| 4   | John Ballard                     | Rendez-vous             | Paula af Malmborg, Bjarne Nyqvist       | 39  | 3de    |
| 5   | Herreys                          | Diggi-loo diggi-ley     | Britt Lindeborg, Torgny Söderberg       | 49  | 1ste   |
| 6   | Per-Erik Hallin                  | Labyrint                | Per-Erik Hallin                         | -   | 6de    |
| 7   | Elisabeth Andreasson             | Kärleksmagi             | Vicki Benckert                          | -   | 6de    |
| 8   | Karin and Anders Glenmark        | Kall som is             | Ingela 'Pling' Forsman, Anders Glenmark | 33  | 4de    |
| 9   | Thomas Lewing                    | Tjuvarnas natt          | Ingela 'Pling' Forsman, Bruno Glenmark  | -   | 6de    |
| 10  | Vicki Benckert                   | Livet är som ett träd   | Vicki Benckert                          | 27  | 5de    |

### Jurering
| Liedje                | 15-20 | 20-25 | 25-30 | 30-35 | 35-40 | 40-45 | 45-50 | 50-55 | 55-60 | Total |
| --------------------- | ----- | ----- | ----- | ----- | ----- | ----- | ----- | ----- | ----- | ----- |
| Rendez-vous           | 8     | 8     | 2     | 8     | 1     | 2     | 2     | 6     | 2     | 39    |
| Sankta Cecilia        | 1     | 2     | 6     | 4     | 4     | 6     | 8     | 4     | 6     | 41    |
| Diggi-loo, diggi-ley  | 6     | 4     | 1     | 2     | 6     | 8     | 6     | 8     | 8     | 49    |
| Kall som is           | 2     | 1     | 8     | 6     | 8     | 4     | 1     | 2     | 1     | 33    |
| Livet är som ett träd | 4     | 6     | 4     | 1     | 2     | 1     | 4     | 1     | 4     | 27    |

## In Luxemburg
In Luxemburg moest Zweden optreden als 1ste, voor Luxemburg. Aan het einde van de puntentelling was Zweden 1ste geworden met een totaal van 145 punten. Men kreeg 5 keer het maximum van de punten. Men ontving van Nederland 10 en België 7 punten.

### Gekregen punten

#### Finale
| 12 punten                                                | 10 punten                             | 8 punten  | 7 punten                       | 6 punten                         |
| -------------------------------------------------------- | ------------------------------------- | --------- | ------------------------------ | -------------------------------- |
| - Cyprus - Denemarken - Duitsland - Ierland - Oostenrijk | - Nederland - Noorwegen - Zwitserland | - Finland | - België - Verenigd Koninkrijk | - Frankrijk - Italië - Luxemburg |
| 5 punten                                                 | 4 punten                              | 3 punten  | 2 punten                       | 1 punt                           |
|                                                          | - Joegoslavië - Spanje - Portugal     | - Turkije |                                |                                  |

### Punten gegeven door Zweden

#### Finale
Punten gegeven in de finale:
| 12 punten | Ierland             |
| 10 punten | Spanje              |
| 8 punten  | Noorwegen           |
| 7 punten  | Finland             |
| 6 punten  | Turkije             |
| 5 punten  | Denemarken          |
| 4 punten  | Cyprus              |
| 3 punten  | Verenigd Koninkrijk |
| 2 punten  | Frankrijk           |
| 1 punt    | Zwitserland         |